# Albires
Albires es una localidad española del municipio de Izagre, en la provincia de León, comunidad autónoma de Castilla y León. Según el censo del Instituto Nacional de Estadística (INE) de 2023, cuenta con una población de 55 habitantes.

## Geografía
Albires se encuentra ubicado entre el río Esla y el río Cea, rodeado por los arroyos Valdemuza y Valmadrigal. La localidad está situada a una altitud de 800 metros sobre el nivel del mar.

### Límites territoriales
Los terrenos de Albires limitan con:
- Valverde-Enrique al norte.
- San Miguel de Montañán y Joarilla de las Matas al noreste.
- Melgar de Abajo y Monasterio de Vega al este.
- Izagre al sur.
- Valdemorilla al suroeste.
- Matanza de los Oteros, Dehesa de San Llorente y Valdespino Cerón al oeste.